# Sony Music Entertainment Japan
La Sony Music Entertainment (Japan) Inc. (株式会社ソニー・ミュージックエンタテインメント?, Kabushiki gaisha Sonī Myūjikku Entāteinmento, spesso abbreviata SMEJ, SME, Sony Music Japan o semplicemente Sony Music) è una società controllata dal gruppo economico giapponese Sony, e specializzata nell'industria musicale. È una compagnia indipendente dalla sede statunitense Sony Music Entertainment, grazie alla propria forza e influenza nel settore della musica giapponese. Fu fondata sotto il nome di CBS/Sony Records nel marzo del 1968 in seguito a una joint venture tra la Sony e la CBS, prima di cambiare nome in CBS/Sony Group nel 1983 e nel 1991 in quello attuale.
Tra le numerose società controllate dalla SMEJ vi sono, tra le altre, la Aniplex e la Epic Records Japan.

## Storia

### Fondazione
La Sony Music Entertainment Japan venne fondata a Tokyo nel marzo del 1968, in seguito a una joint venture tra la Sony Corporation e la CBS Records, permettendo la distribuzione delle pubblicazioni discografiche di quest'ultima all'interno del territorio giapponese. La compagnia, gestita al 50% da entrambe le società, prese il nome di CBS/Sony Records e il cofondatore della Sony Akio Morita ne divenne presidente.
Norio Ōga, che faceva già parte dell'amministrazione fin dalla nascita della società, dall'aprile 1970 divenne presidente e amministratore con potere di rappresentanza e, nel 1972, fu nominato presidente del consiglio di amministrazione. Nel 1980 lasciò il posto a Toshio Ozawa e tre anni più tardi la compagnia venne rinominata CBS/Sony Group.

### Acquisizione della CBS Records da parte della Sony

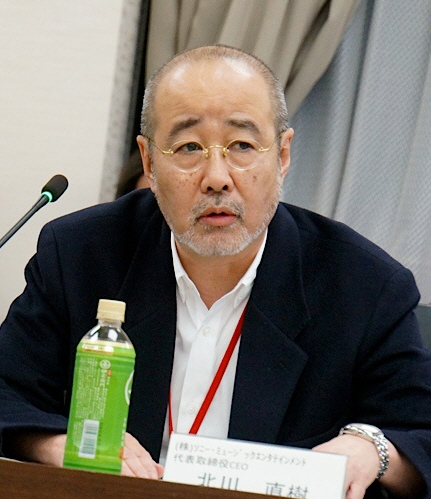
Naoki Kitagawa, CEO della Sony Music Japan

Nel gennaio 1988, dopo una trattativa protrattasi per più di un anno, la Sony acquistò il restante 50% del pacchetto azionario appartenente alla CBS Records, mentre due mesi più tardi quattro società controllate, CBS/Sony Inc., Epic/Sony Records Inc., CBS/Sony Records Inc. e la Sony Video Software International, furono inglobate alla società madre, che dal 1991 prese il nome di Sony Music Entertainment (Japan) Inc.
Negli anni novanta del XX secolo vi furono diversi cambiamenti nelle sfere societarie della compagnia: Shugo Matsuo venne nominato presidente nel gennaio 1992, andando a rimpiazzare Toshio Ozawa, che a sua volta andò a occupare il ruolo di presidente di amministrazione; nel 1996 Ryōkichi Kunugi divenne il nuovo presidente, mentre Matsuo fu il nuovo chairman. Nel 1997 Shigeo Maruyama venne nominato amministratore delegato, andando a sostituire Kunugi nel ruolo di presidente nel 1998.
Dal 2007 l'amministratore delegato della Sony Music Japan è Naoki Kitagawa.

### Competitività con la Avex
La SMEJ è controllata direttamente dalla Sony Corporation ed è quindi indipendente dalla sede statunitense Sony Music Entertainment, grazie alla propria forza e influenza nel settore della musica giapponese. Nel corso della sua storia, tuttavia, ha dovuto contendere più volte il ruolo di compagnia regina nel mercato della musica in Giappone a etichette come la Avex Group, della quale la SMEJ possedeva in passato il 5% delle quote.
Al termine dell'anno fiscale 1997, per esempio, i ricavi netti della compagnia registrarono un calo del 10% a 103 miliardi di yen, mentre l'utile netto scese del 41% a 7,7 miliardi di yen. La quota di mercato a quel tempo era meno del 18%. Nell'agosto dello stesso anno inoltre, i Dreams Come True, fino a quel momento artisti di punta della SMEJ, firmarono un contratto per un mini-album con l'etichetta rivale statunitense Virgin Records. Tutto ciò fu interpretato dai media come una resa della compagnia della Sony nei confronti della Avex.
Nel 2012 i suoi ricavi furono di 22 miliardi di yen, equivalenti al 14,3% del mercato, mentre la Avex fatturò circa 25 miliardi di yen, il 15.9% del mercato.

## Etichette e sotto-etichette
Tra le etichette di proprietà della Sony Music Entertainment Japan vi sono: EPIC Records Japan Inc., Antinos Records, Ki/oon Records, Ariola Japan Inc., BMG Japan, Inc., Label Gate Co. Ltd., Aniplex Inc., M-On Entertainment Inc., DefSTAR Records, Okeh Records, SACRA MUSIC.